# La última transmisión
The Last Broadcast es una película de terror estadounidense de 1998 escrita, producida y dirigida por Stefan Avalos y Lance Weiler, quienes también protagonizan la película. Contada en formato pseudodocumental y empleando la técnica del metraje encontrado, la película de ficción parece contar la historia de un hombre condenado en 1995 por asesinar a los miembros de su equipo durante una expedición para encontrar al mítico Diablo de Jersey en Pine Barrens, Nueva Jersey.
La película está acreditada como el primer largometraje filmado y editado íntegramente en equipos digitales de consumo. Se estrenó el 23 de octubre de 1998 y fue un éxito comercial a pesar de críticas mixtas.

## Argumento
La película trata sobre un realizador de documentales llamado David Leigh y su investigación de los asesinatos de realidad o ficción. En este caso, un par de presentadores de televisión por cable de acceso público fueron asesinados en circunstancias misteriosas. El cuerpo de uno de ellos nunca fue encontrado. Leigh busca descubrir la verdad detrás de estos asesinatos mientras realiza su documental.
Realidad o ficción es un programa que trata sobre misterios sin resolver y lo paranormal. Sus dos presentadores son Steven "Johnny" Avkast y Locus Wheeler. (Aunque inicialmente fue un éxito, las investigaciones posteriores de Leigh descubren que el programa está fracasando y está amenazado con una cancelación inminente). En este punto, a Avkast se le ocurre la idea de una sección del Internet Relay Chat por Internet en vivo.
Una persona que llama sugiere que el equipo busque al Diablo de Jersey, una figura mítica asociada con Pine Barrens. Avkast y Wheeler reclutan a Rein Clackin, un sonidista que supuestamente puede grabar lo paranormal, y a Jim Suerd, un psíquico. Leigh dice más tarde que Suerd está perturbado emocionalmente. El plan es que los cuatro hombres vayan a Pine Barrens, donde Suerd los llevará al sitio del Jersey Devil. Durante la caza, retransmitirán un espectáculo en directo simultáneamente a través de televisión, Internet y radioaficionados.
Entran en Los Baldíos, pero sólo Suerd emerge con vida. Los demás son brutalmente asesinados y el cuerpo de Avkast nunca se encuentra. Suerd era el único sospechoso y fue acusado del asesinato de los demás. Durante su juicio por asesinato, los testimonios muestran que Avkast no podría haber sobrevivido, dada la pérdida de sangre encontrada en la escena del crimen.
Leigh resume el juicio. La fiscalía ha reforzado su caso con el trabajo de un ingeniero de vídeo (apodado "The Killer Cutter"), que compila un documental del viaje del grupo, utilizando las imágenes supervivientes encontradas en la escena del crimen. Suerd es declarado culpable y encarcelado. Algunos observadores dudan de su culpabilidad, porque su ropa no estaba ensangrentada. Además, hay pruebas de que estaba involucrado en una sala en el momento de los asesinatos.
Antes de que se pueda apelar su condena, Suerd muere en prisión por causas desconocidas. Las autoridades dan por cerrado el caso. Leigh recibe una caja que contiene un carrete de cinta de video dañado, que al principio asume que es una cinta del equipo de Realidad o Ficción, aunque se creía que no existía ninguna. Contrata a la experta en recuperación de datos Shelly Monarch para reconstruir las imágenes de la cinta. Ella descubre que los asesinatos de Wheeler y Clacklin fueron grabados y Suerd no podría haberlos matado. Encuentra una imagen borrosa del verdadero asesino. Mientras Leigh la graba en video, Monarch usa un editor de imágenes para reconstruir la imagen del rostro del asesino. Completa esta imagen antes de la próxima visita de Leigh y se sorprende al descubrir que el asesino es el propio Leigh.
La cámara "cambia" a una perspectiva en tercera persona, mientras que Leigh había "filmado" todas las imágenes anteriores. Desde esta perspectiva, los espectadores ven a Leigh atacar a Monarch y asfixiarla con un trozo de lámina de plástico. Él carga su cuerpo en su auto, lo lleva al bosque y lo arroja en un claro. Comienza a grabarse a sí mismo narrando el siguiente segmento de su documental.

## Reparto
- David Beard como David Leigh, el cineasta
- James Seward como James "Jim" L. Suerd, el acusado
- Stefan Avalos como Steven "Johnny" Avkast, presentador de realidad o ficción
- Lance Weiler como presentador de Locus Wheeler, realidad o ficción
- Rein Clabbers como Rein Clackin, sonidista paranormal
- Michele Pulaski como Michelle "Shelly" Monarch, experta en recuperación de datos
- Tom Brunt como Thomas "Tom" Branski, ingeniero de vídeo de realidad o ficción
- Mark Rublee como Clair Deforest, editora de vídeo de la fiscalía.
- AD Roso como el detective Anthony Rosi, investigador principal
- Dale Worstall como el Dr. Dale Orstall, el psicólogo infantil de Jim.
- Vann K. Weller como Vann K. Waller, patólogo forense
- Sam Wells como Sam Woods, director de cine y televisión.
- Jay MacDonald como Jay McDowell, diseñador web
- Faith Weiler como Joyce Dryer, la casera de Jim
- Marianne Connor como Mary Brenner, reportera de televisión

## Producción
La película se realizó con un presupuesto de 900 dólares y se editó en una computadora de escritorio con Adobe Premiere 4.2. Se asignaron 600 dólares para la producción, mientras que se utilizaron 240 dólares para el material de vídeo digital y veinte horas de cinta por 12 dólares cada una.

## Lanzamiento
The Last Broadcast se estrenó regionalmente en el County Theatre de Doylestown, Pensilvania, el 9 de marzo de 1998. Se estrenó en cines a través de la compañía de distribución independiente de Avalos y Weiler, Wavelength Releasing, en siete ciudades de Estados Unnidos el 23 de octubre de 1998, incluida Providence, Rhode Island; Orlando, Florida; Mineápolis, Minnesota; y Portland, Oregón. Debido a que la película no se filmó en material cinematográfico, las proyecciones se organizaron en cines selectos a través de transmisión satelital.
La película recaudó 12.097 dólares en la taquilla estadounidense y obtuvo un beneficio mundial de 4 millones de dólares.

### Respuesta de la crítica
La película recibió críticas mixtas de la crítica y el público, obteniendo un índice de aprobación en Rotten Tomatoes del 50% según 18 críticas.
Steven Rea y Desmond Ryan de The Philadelphia Inquirer consideraron la película "sorprendentemente buena" y un "trabajo inteligente y seguro". Dave Jewett de The Columbian elogió la película por sus "técnicas innovadoras y de bajo costo" y su "clímax escalofriante", aunque la criticó por sufrir algunos problemas de ritmo.
La película a veces se cita erróneamente como una influencia en The Blair Witch Project, pero el concepto de esa película se desarrolló en 1993 y la producción comenzó en octubre de 1997, cinco meses antes del estreno de The Last Broadcast.

### Medios domésticos
The Last Broadcast fue lanzado a través de Ventura Distribution en VHS y DVD. Wavelength Releasing también fue parte del lanzamiento del DVD. Heretic Films relanzó el DVD en 2006. El distribuidor 101 Films, con sede en el Reino Unido, emitió una edición especial en Blu-ray el 12 de julio de 2022.